# Neu Samara
Neu Samara war eine mennonitische Kolonie auf dem Territorium der heutigen Oblast Orenburg in Russland, bestehend aus bis zu 15 Dörfern am Tok (von den deutschen Bewohnern Tock genannt), einem rechten Nebenfluss der Samara.

## Geschichte

### Gründung der Kolonie
Neu Samara entstand 1891–1892 durch Ansiedler aus der Mutterkolonie Molotschna am Asowschen Meer in der Ukraine. Zu Beginn wurden zwölf Dörfer gegründet: Kamenez, Pleschanowo, Krassikowo, Kaltan, Lugowsk, Podolsk, Donskoi, Dolinsk, Jugowka, Klinok, Kuterlja und Bogomasowo. Die ersten Ansiedler waren etwa 500 Familien mit 2600 Personen.
Später entstanden drei weitere Dörfer: Annenskoje, Wladimirowka und Ischalka. In den 1950er-Jahren wurden Annenskoje, Kamenez und Wladimirowka aufgelöst. Bogomasowo wurde 1968 wahrscheinlich wegen der religiösen Konnotation (russisch Bog für Gott) in Tokskoje (nach dem Fluss) umbenannt.
Trotz anfänglicher wirtschaftlicher Schwierigkeiten kam die Kolonie bis zum Beginn des Ersten Weltkrieges zu einigem Wohlstand. 1917 waren es schon 14 Dörfer und 9 Großwirtschaften mit insgesamt 32.600 ha und 3670 Einwohnern. In Pleschanowo gab es seit 1891 eine kirchliche mennonitische Gemeinde, die im Jahre 1905 1034 getaufte Mitglieder hatten, mit den nicht getauften Angehörigen ergab das insgesamt 2689 Personen. Sie wurde vom Ältesten Daniel Boschmann geleitet.
In Lugowsk gab es eine mennonitische Brüdergemeinde. 1901 wurde ein Versammlungshaus gebaut, das heute als Verwaltungsgebäude genutzt wird. Ältester war Abraham Martens. In Donskoi war eine Allianz-Gemeinde beheimatet, die später in eine Brüdergemeinde umgewandelt wurde.

### Bürgerkrieg und Neue Ökonomische Politik
Der Bürgerkrieg hatte auf Neu Samara verhältnismäßig geringe Auswirkungen. Wegen der Wirtschaftspolitik der kommunistischen Regierung Sowjetrusslands litt es jedoch wie das ganze Land 1921–1922 unter starkem Hunger. Im Rahmen des AMR-Programms erhielt es von seinen mennonitischen Brüdern in den USA und Kanada Nahrungshilfe. Stark daran beteiligt war der aus Neu Samara stammende Cornelius F. Klassen. In den 1920er-Jahren kam es nach einer Phase politischer und wirtschaftlicher Lockerung („Neue Ökonomische Politik“) zu einer Auswanderungswelle nach Kanada und Paraguay. Der Grund für die Auswanderung von ca. 700 Personen lag bei den zunehmenden religiösen Repressalien und wirtschaftlicher Stagnation.

### Religiöse Verfolgung und Kollektivierung
Die religiöse Verfolgung verstärkte sich fortlaufend, bis 1931–1932 alle Bethäuser geschlossen wurden. Unter der Kollektivierung und der „Entkulakisierung“ hatten auch die Deutschen in Neu Samara stark zu leiden. Das in einer Herde eingesammelte Vieh starb zum großen Teil wegen mangelnder Versorgung und Fütterung; im Frühjahr 1931 musste das Land mit Kühen bearbeitet werden.

### Zweiter Weltkrieg
Die schwerste Zeit kam mit dem Zweiten Weltkrieg. Neu Samara wurde zwar nicht wie viele andere deutsche Siedlungen aufgelöst, aber fast die gesamte erwachsene Bevölkerung wurde in die sogenannte „Trudarmija“ verschleppt und musste dort harte körperliche Arbeit verrichten. Die in den Dörfern Verbliebenen mussten die fehlenden Arbeitskräfte ersetzen, darunter die Kinder von 13–14 Jahren an. Nach dem Krieg kehrten viele aus der Trudarmee nicht zurück.

### Kolchos und Wohlstand
Die Wirtschaft von Neu Samara wurde seit der Kollektivierung von den Kolchosen bestimmt. Nach einigen Jahren mit nur einer Kolchose für die ganze Ansiedlung, wurde in jedem Dorf eine eigene Kolchose eingerichtet. In den 1950er-Jahren gab es wieder eine Welle von Kolchosvergrößerungen. Am Ende waren alle deutschen Dörfer außer Ischalka in drei Kolchosen eingeteilt: „Komsomolez“ („Komsomolze“; heute selbständige Siedlung) mit Zentrum in Bogomasowo, „Karl Marx“ mit Zentrum in Podolsk und „Sawety Lenina“ („Vermächtnis Lenins“) mit Zentrum in Pleschanowo. Einen hohen Anteil ihres Einkommens erwirtschafteten die Dorfbewohner auf ihren 0,25, später 0,5 Hektar kleinen Privatparzellen, indem sie dort erwirtschaftete Überschüsse auf dem Markt verkauften. So konnten sich viele Autos und Motorräder leisten.
Am 1. Januar 1967 wurde der Rajon Krasnogwardeiski gebildet, zu dem Neu Samara seither gehört (vorher gehörte es eine Zeit lang zum Rajon Sorotschinsk mit Verwaltung in Sorotschinsk). Rajonverwaltungszentrum wurde nun Pleschanowo. Pleschanowo und das nahe gelegene Donskoi (heutige offizielle Namensform: Donskoje) sind seitdem stark gewachsen, da auch viele Nichtdeutsche zuzogen. Aber auch andere Dörfer haben sich vergrößert. So sind Podolsk und Lugowsk praktisch zu einem Dorf zusammengewachsen. Die meisten Dörfer haben zusätzliche Straßen bekommen.

### Auf und ab der religiösen Toleranz
Während einer kurzen Zeit nach dem Krieg wurde die religiöse Verfolgung gelockert. Damals konnten viele Menschen getauft und Gottesdienste organisiert werden. Danach begann Ende der 1950er-Jahre wieder eine atheistische Kampagne. Erst in den 1970er-Jahren gab es eine erneute allmähliche Lockerung. In dieser Zeit entstanden wieder kirchliche Gemeinden, die sich meist als Baptisten registrierten, so unter anderem in Donskoi unter Leitung des Ältesten Daniel Janzen.

### Auswanderung
Ab 1988 kam es zu einer zweiten großen Auswanderungswelle. 1990 lebten in Neu Samara noch 7434 deutschstämmige Einwohner, von denen bis zum Ende der 1990er Jahre fast alle Richtung Deutschland auswanderten. Heute leben in den Dörfern der Kolonie Neu Samara fast keine Deutschen mehr.
Siehe auch: Geschichte der Russlandmennoniten

## Lage und heutige Zuordnung der Dörfer
| Deutsch               | Russisch             | Koordinate                                                                                             | Landgemeinde           |
| --------------------- | -------------------- | --- | ---------------------- |
| Annenskoje            | Анненское            | (zwischen Tokskoje (Bogomasowo) und Ischalka am linken Ufer des Tok; genaue Lage unbekannt)            | [untergegangen]        |
| Dolinsk               | Долинск              | 52° 51′ 47″ N, 053° 25′ 03″ O                                                                          | Tokski selsowet        |
| Donskoje (Donskoi)    | Донское (Донской)    | 52° 50′ 59″ N, 053° 27′ 58″ O                                                                          | Pleschanowski selsowet |
| Ischalka              | Ишалка               | 52° 52′ 32″ N, 053° 11′ 26″ O                                                                          | Proletarski selsowet   |
| Jugowka               | Юговка               | 52° 47′ 47″ N, 053° 29′ 18″ O                                                                          | Pleschanowski selsowet |
| Kaltan                | Калтан               | 52° 47′ 21″ N, 053° 31′ 42″ O                                                                          | Podolski selsowet      |
| Kamenez               | Каменец              | 52° 54′ 54″ N, 053° 32′ 26″ O (als einziges Dorf der Kolonie am rechts des Tok, gegenüber Pleschanowo) | [untergegangen]        |
| Klinok                | Клинок               | 52° 47′ 31″ N, 053° 28′ 18″ O                                                                          | Pleschanowski selsowet |
| Krassikowo            | Красиково            | 52° 49′ 02″ N, 053° 38′ 35″ O                                                                          | Podolski selsowet      |
| Kuterlja              | Кутерля              | 52° 46′ 14″ N, 053° 36′ 26″ O                                                                          | Podolski selsowet      |
| Lugowsk               | Луговск              | 52° 50′ 11″ N, 053° 33′ 09″ O                                                                          | Podolski selsowet      |
| Pleschanowo           | Плешаново            | 52° 51′ 00″ N, 053° 28′ 56″ O                                                                          | Pleschanowski selsowet |
| Podolsk               | Подольск             | 52° 49′ 55″ N, 053° 35′ 01″ O                                                                          | Podolski selsowet      |
| Tokskoje (Bogomasowo) | Токское (Богомазово) | 52° 52′ 06″ N, 053° 23′ 22″ O                                                                          | Tokski selsowet        |
| Wladimirowka          | Владимировка         | (unbekannt)                                                                                            | [untergegangen]        |

Anmerkung: durch Fettschrift sind die heutigen Landgemeindesitze gekennzeichnet; der Sitz der Landgemeinde Proletarski selsowet, die Siedlung Proletarka, gehörte nicht zu Neu Samara
Zu allen Landgemeinden (selskoje posselenije) gehören jeweils neben den früher zu Neu Samara gezählten Dörfern auch andere, nicht ursprünglich mennonitische Dörfer. Bevölkerungsreichste Gemeinde ist Pleschanowski selsowet; deren Verwaltungssitz Pleschanowo ist mit 3486 Einwohnern (Stand 14. Oktober 2010) auch das größte Dorf des früheren Neu Samara ist.